# Cases Marfà
Les Cases Marfà són un conjunt arquitectònic situat al carrer d'Alí Bei, 27 i 29 de la Dreta de l'Eixample de Barcelona, catalogat com a bé amb elements d'interès.

## Història
L'any 1900 es van presentar dos projectes de l'arquitecte Manuel Comas i Thos que corresponien a sengles sol·licituds de l'industrial tèxtil Emili Marfà i Artigas (Mataró, 1860 - Barcelona, 1903), com a tutor i oncle dels germans Joaquim i Antoni Marfà i Serra. Les obres es van dur a terme entre aquesta data i el 1902. Posteriorment, s'hi va instal·lar el despatx de la fàbrica d'estampats de Camil·la i Elisa Casas i Jover.
El 1932 es van instal·lar al terrat uns dipòsits d'aigua potable, i el 1961 es va fer una reforma de la planta baixa per destinar-la a oficines i despatxos, amb la remodelació d'envans i de l'escala d'accés al soterrani.

## Descripció
Es tracta de dos edificis d'habitatges bessons, compostos per soterrani, planta baixa, cinc pisos i terrat transitable. Els accessos principals donen pas a una zona de vestíbul i a un celobert central rectangular en els quals es localitza l'escala de veïns i l'ascensor. El vestíbul del número 29 ha estat completament reformant amb estètica actual. En canvi, el del número 27 conserva l'estructura i la decoració original, presentant les parets ornades amb un esgrafiat floral de tonalitats verdes i blanques, trencat per les quatre columnes que sostenen el fals sostre de guix, amb una sanefa i permòdols decorats amb motius vegetals. Al fons, una porta de fusta amb vidriera tanca l'accés a la caixa d'escales.
La composició de les façanes de cada edifici és axial al voltant de la torratxa central. La planta baixa s'obre al carrer per mitjà de cinc portals d'arcs escarsers. Hi ha dos grans portals laterals i al centre es presenten les altres tres obertures, més petites, emmarcades per columnes on els seus capitells sostenen els permòdols de la tribuna central.
La resta de plantes estan estructurades en tres eixos verticals. El més important és el central, on una elaborada tribuna ocupa tres de les plantes i fa de llosana a la terrassa de l'últim pis i de base a la torratxa que corona l'edifici. Les tribunes, realitzades amb ferro de fosa, tancament de vidre i acabats de fusta, estan rematades per un esculpit frontó semicircular. Els eixos laterals presenten balcons amb llosana de pedra, llinda esculpida i tancament de ferro.
El coronament de la façana està format per l'última planta, que no disposa de tribuna, i els elements de coronament, de formes arrodonides, entre els quals destaca una esvelta torratxa acabada amb una cúpula, amb forma de ceba recoberta d'escates.